# Węgrów
Węgrów é um município da Polônia, na voivodia da Mazóvia e no condado de Węgrów. Estende-se por uma área de 35,51 km², com 12 793 habitantes, segundo os censos de 2016, com uma densidade de 360,3 hab/km².